# Corso Vittorio Emanuele (Palermo)

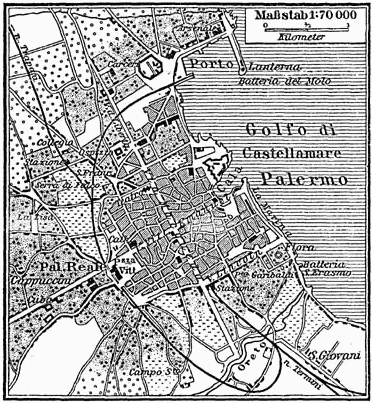
Historische Karte Palermos, 19. Jahrhundert

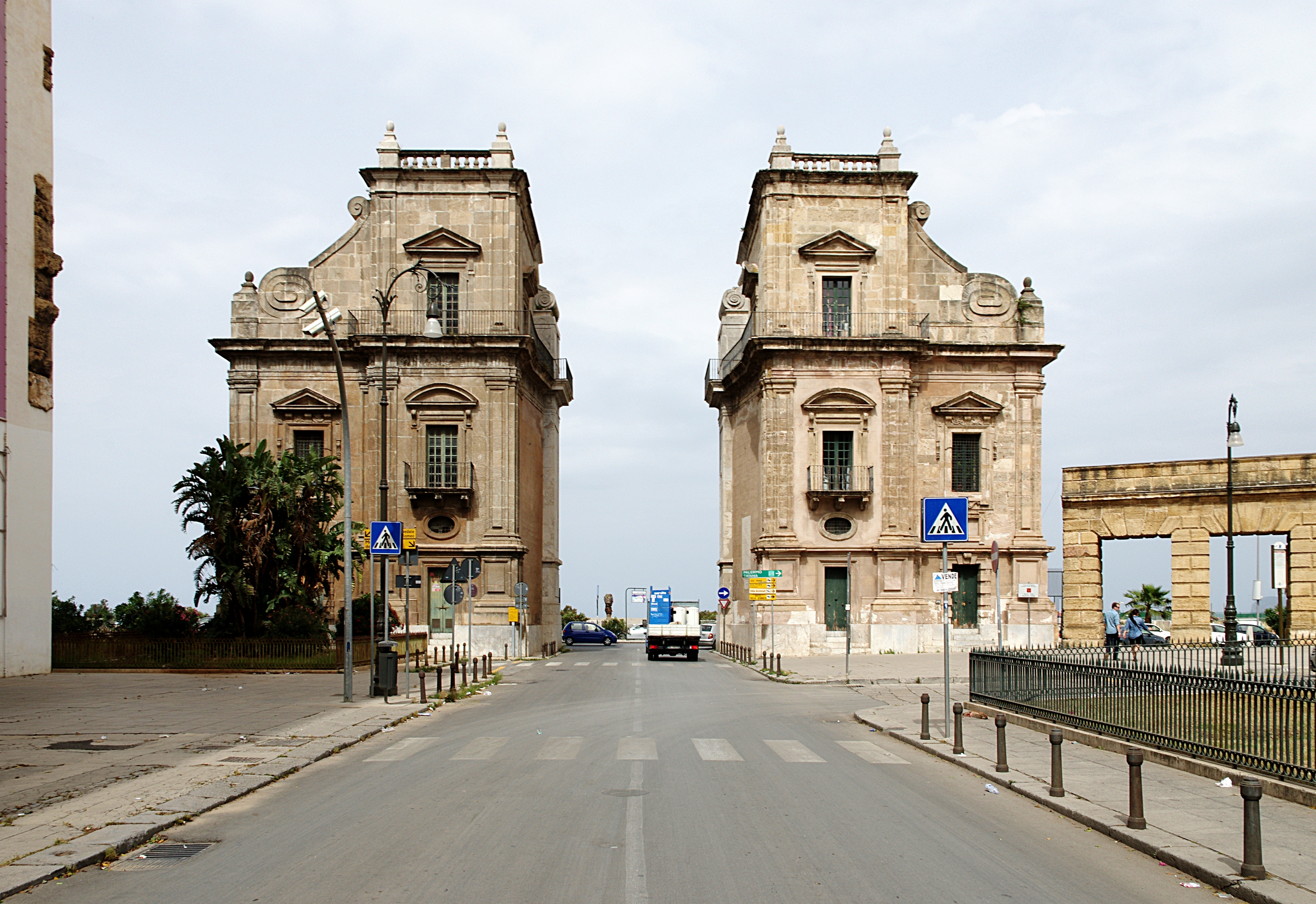
Porta Felice am Beginn der Via Vittorio Emanuele

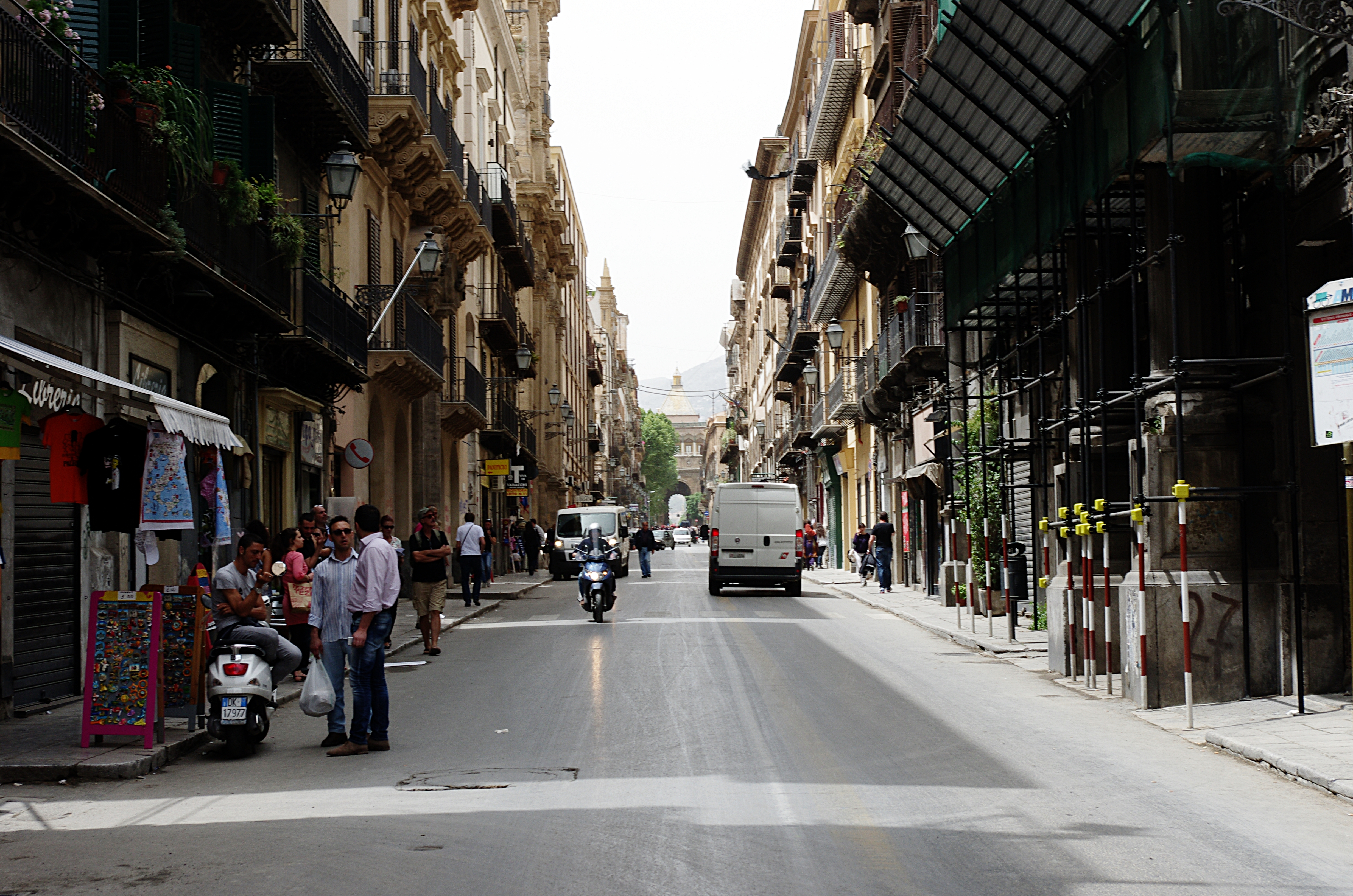
Via Vittorio Emanuele mit Blick auf Porta Nuova (im Hintergrund)

Der Corso Vittorio Emanuele (auch Via Vittorio Emanuele genannt, im Volksmund Càssaro) ist eine Hauptstraße der Stadt Palermo. Sie ist eine der ältesten Straßen der Stadt.

## Verlauf
Der Corso verläuft in südwestlich-nordöstlicher Richtung und bildet die Längsachse der Altstadt. Die Straße beginnt in der Nähe des alten Hafens La Cala mit dem Tor Porta Felice. Etwa in der Mitte des Verlaufs kreuzt er die Via Maqueda im rechten Winkel und teilt an der architektonisch und stadtplanerisch  bedeutsamen Kreuzung, dem Platz Quattro Canti die Altstadt in die vier Bezirke Kalsa, Albergheria, Capo und Loggia. Vom Hafen aus gesehen befindet sich vor den Quattro Canti noch die Kreuzung mit der Via Roma. Die Straße endet mit der Porta Nuova am Normannenpalast. Von hier verläuft sie weiter als Corso Calatafimi bis zum Ortsende von Palermo und dem Ortsanfang von Monreale.

## Geschichte
Die Straße entstand auf der Grundlage der ehemaligen arabischen Straße Cassaro. Diese war die Hauptstraße des gleichnamigen arabischen Viertels Cassaro, von arab. qaṣr (قَصْر ‚Festung‘), was wiederum vom lateinischen castrum kommt (vgl. auch spanisch alcázar). 
Die Straße wurde um 971 angelegt und befand sich auf einer Halbinsel zwischen den ehemaligen Flüssen Kemonia und Papireto innerhalb der ehemals punischen Stadtmauer (Neapolis). Diese reichte bis zur Höhe der heutigen Via Roma, wo zur punischen Zeit das Meer angrenzte.
Nachdem man Ende des 15. Jahrhunderts damit angefangen hatte, die ausgetretenen Wege der erweiterten Stadt innerhalb der mittelalterlichen Mauer zu begradigen und zu befestigen, veranlasste der spanische Vizekönig García Álvarez de Toledo Osorio im Jahr 1567 drastischere Eingriffe in das Stadtbild. Man realisierte zunächst eine Abweichung des Verlaufs des Cassaro um 6 Grad nordwestwärts bis zur Porta Nuova, die anstelle der Porta dell’Aquila errichtet wurde. Für die Ausführung dieses Vorhabens mussten viele Gebäude abgerissen oder architektonisch verändert werden.
Zudem veranlasste der Vizekönig auf der nordöstlichen Seite eine Verlängerung des Cassaro um rund 600 m von der Höhe der Via Roma bis zur Piazza Marina. Die Verlängerung der Straße wurde nach dem Auftraggeber auch Via Toledo genannt.
1581 wurde auf Veranlassung des Vizekönigs Marcantonio Colonna der Cassaro noch einmal um etwa 400 m bis an das inzwischen zurückgewichene Meer verlängert. Die Abweichung der Achse erforderte weitere bauliche Maßnahmen. So mussten auch hier Gebäude verändert oder abgerissen werden. Das alte Tor Porta Patitelli wich der heutigen Porta Felice.
Der Vizekönig Marcantonio Colonna veranlasste von 1580 bis 1585 auch eine Verlängerung der Verkehrsader landeinwärts auf der Südostseite. Sie begann etwa auf der Höhe des Palazzo Reale an der ehemaligen punischen Stadtmauer zum Hinterland und verlief bis zum benachbarten Städtchen und Benediktinerkloster Monreale.
Wegen ihres Verlaufs zwischen den beiden Städten wurde die Straße zunächst Via Mezzomonreale genannt. Sie bildete jetzt eine durchgehende Straßenverbindung vom Meer ins Hinterland. Im 19. Jahrhundert bürgerte sich für den Straßenverlauf der Name Corso Calatafimi ein – nach der Schlacht von Calatafimi, die der Guerillaführer Giuseppe Garibaldi 1860 mit seinem Zug der Tausend dort führte.
Die zum Corso Vittorio Emanuele mittig und im rechten Winkel kreuzende Via Maqueda wurde um 1600 befestigt. Aus der Kreuzung entstand der Platz Quattro Canti. Die mittelalterliche Stadt hatte jetzt ein Zentrum, das sie in vier vornehme Viertel (quattro parti nobili) aufteilte.
Diese Baumaßnahmen entsprachen der aufkommenden Tendenz des Barocks, die Umwelt nach geometrischen Aspekten zu gestalten. Den Höhepunkt der barocken Gestaltung bildete die architektonische Ausgestaltung des Platzes Quattro Canti, der mit vier barocken Palästen und reichhaltigen Skulpturen ausgestattet das Bild der Straßenkreuzung bis heute prägt.
Den Namen Corso Vittorio Emanuele erhielt die Straße Ende des 19. Jahrhunderts nach Viktor Emanuel II., dem ersten König des 1861 des neu gegründeten Königreichs Italien.